# Mikołajki (gromada)
Mikołajki (do 31 XII 1959 Zełwągi) – dawna gromada, czyli najmniejsza jednostka podziału terytorialnego Polskiej Rzeczypospolitej Ludowej w latach 1954–1972.
Gromady, z gromadzkimi radami narodowymi (GRN) jako organami władzy najniższego stopnia na wsi, funkcjonowały od reformy reorganizującej administrację wiejską przeprowadzonej jesienią 1954 do momentu ich zniesienia z dniem 1 stycznia 1973, tym samym wypierając organizację gminną w latach 1954–1972.
Gromadę Mikołajki z siedzibą GRN w mieście Mikołajkach (nie wchodzącym w jej skład) utworzono 1 stycznia 1960 w powiecie mrągowskim w woj. olsztyńskim w związku z przeniesieniem siedziby GRN gromady Zełwągi z Zełwąg do Mikołajek i zmianą nazwy jednostki na gromada Mikołajki.
1 stycznia 1972 do gromady Mikołajki włączono tereny o powierzchni 5.421 ha z miasta Mikołajki w tymże powiecie.
Gromada przetrwała do końca 1972 roku, czyli do kolejnej reformy gminnej. 1 stycznia 1973 w powiecie mrągowskim utworzono gminę Mikołajki.